# Luciano Russo
Luciano Russo (Lusciano, 23 giugno 1963) è un arcivescovo cattolico italiano, dal 10 settembre 2022 segretario per le rappresentanze pontificie.

## Biografia
È nato a Lusciano, in provincia di Caserta e diocesi di Aversa, il 23 giugno 1963.

### Formazione e ministero sacerdotale
Ha frequentato la scuola primaria presso le Suore oblate del Sacro Cuore di Gesù, poi il collegio e il liceo presso il seminario di Aversa. In seguito, dal 1981 al 1988, è stato studente dell'Almo collegio Capranica di Roma e ha conseguito la laurea in filosofia e teologia presso la Pontificia Università Gregoriana, elaborando una tesi sulle organizzazioni internazionali.
Il 1º ottobre 1988 è stato ordinato presbitero dal vescovo di Aversa Giovanni Gazza.
Successivamente ha conseguito la laurea in diritto canonico. Nel 1991 ha iniziato a prepararsi per il servizio diplomatico presso la Pontificia accademia ecclesiastica; ha prestato successivamente la propria opera presso le rappresentanze pontificie in Papua Nuova Guinea, Honduras, Siria, Brasile, Paesi Bassi, Stati Uniti d'America, Honduras e in Bulgaria.
Il 12 giugno 2000 ha fatto parte della delegazione della Santa Sede presente ai funerali del presidente della Siria Hafiz al-Asad.

### Ministero episcopale
Il 27 gennaio 2012 papa Benedetto XVI lo ha nominato nunzio apostolico, assegnandogli la sede titolare di Monteverde ed il 16 febbraio successivo gli ha affidato la nunziatura in Ruanda.
Ha ricevuto l'ordinazione episcopale il 14 aprile successivo, nella cattedrale di San Paolo ad Aversa, dal cardinale Tarcisio Bertone, segretario di Stato della Santa Sede, co-consacranti l'arcivescovo Giovanni Angelo Becciu (poi cardinale), sostituto per gli affari generali, e il vescovo di Aversa Angelo Spinillo.
Successivamente ha ricevuto diversi incarichi di nunziatura: dal 2016 al 2020 in Algeria e Tunisia, dal 2020 al 2021 a Panama e dal 2021 al 2022 in Uruguay.
Il 10 settembre 2022 papa Francesco lo ha nominato segretario per le rappresentanze pontificie.

## Genealogia episcopale e successione apostolica
La genealogia episcopale è:
- Cardinale Scipione Rebiba
- Cardinale Giulio Antonio Santori
- Cardinale Girolamo Bernerio, O.P.
- Arcivescovo Galeazzo Sanvitale
- Cardinale Ludovico Ludovisi
- Cardinale Luigi Caetani
- Cardinale Ulderico Carpegna
- Cardinale Paluzzo Paluzzi Altieri degli Albertoni
- Papa Benedetto XIII
- Papa Benedetto XIV
- Cardinale Enrico Enriquez
- Arcivescovo Manuel Quintano Bonifaz
- Cardinale Buenaventura Córdoba Espinosa de la Cerda
- Cardinale Giuseppe Maria Doria Pamphilj
- Papa Pio VIII
- Papa Pio IX
- Cardinale Gustav Adolf von Hohenlohe-Schillingsfürst
- Arcivescovo Salvatore Magnasco
- Cardinale Gaetano Alimonda
- Cardinale Agostino Richelmy
- Vescovo Giuseppe Castelli
- Vescovo Gaudenzio Binaschi
- Arcivescovo Albino Mensa
- Cardinale Tarcisio Bertone, S.D.B.
- Arcivescovo Luciano Russo

La successione apostolica è:
- Arcivescovo Simón Bolívar Sánchez Carrión (2025)